# Lebinthus bitaeniatus
Lebinthus bitaeniatus är en insektsart som beskrevs av Carl Stål 1877. Lebinthus bitaeniatus ingår i släktet Lebinthus och familjen syrsor. Inga underarter finns listade i Catalogue of Life.